# هوری تیکیچی
هوری تیکیچی (به ژاپنی: 堀 悌吉); ۱۶ اوت ۱۸۸۳ – ۱۲ مهٔ ۱۹۵۹) دریابد نیروی دریایی امپراتوری ژاپن و دوست صمیمی آدمیرال یاماموتو ایسوروکو بود.